# Metopius interruptus
Metopius interruptus är en stekelart som beskrevs av Thomson 1887. Metopius interruptus ingår i släktet Metopius och familjen brokparasitsteklar. Arten är reproducerande i Sverige. Inga underarter finns listade i Catalogue of Life.